# トーマス・グラヴィニチ
トーマス・グラヴィニチ（Thomas Glavinic、1972年4月2日‐）は、オーストリアの小説家。現在はウィーン在住。

## 来歴
コピーライターやタクシー運転手の仕事を経て、1998年にチェスプレーヤーのカール・シュレヒターをモデルとした小説『ドローへの愛』で作家デビュー。グラヴィニチ自身5歳でチェスを始め、15歳で同世代の国内プレイヤー2位にランクされていた。
2000年にはサッカークラブの内幕を題材とした第2作『スージー氏』を発表。この作品に対する評価は芳しくなく、グラヴィニチもこの作品の失敗を認めている。現在この作品は絶版となっている。2001年には小説『カメラ殺人犯』を発表。この作品に含まれるメディア批判的な要素は多くの批評家に評価された。また当初「ミステリー小説」と銘打たれていたこともあり、2002年にはフリードリヒ・グラウザー賞（ドイツ推理作家協会賞）を受賞している。しかしグラヴィニチ本人は、この作品がミステリー小説ではないこと、メディア批判の意図もなかったことを明言している。2004年に発表した小説『Wie man leben soll』は、その年のオーストリアのベストセラーとなった。

## 日本語訳作品
- ドローへの愛 （訳：西川賢一、河出書房新社、2003年）